# Nieva
Nieva è un comune spagnolo di 348 abitanti situato nella comunità autonoma di Castiglia e León.